# 鷦鷯 460
Wren 460是一款由賽斯納180/182衍伸而來的短距起降飛機。

## 發展
鷦鷯 460的歷史可以追溯到天鯊SRX-1，由羅伯森飛機公司的創始人威廉 羅伯森(英語：William B. Robertson)的兒子詹姆士 羅伯森(英語：James Robertson)於1950年代末建造。而後天鯊進行了許多修改，最引人注目的是在螺旋槳後面的滑流中安裝了升降舵的鴨翼。雖然該技術十分成功，但生產成本也因此太高。
羅伯森將天鯊的許多功能融入鷦鷯飛行公司的鷦鷯460中，包括可移動擾流板以及可選的可逆螺距螺旋槳（可用於短距起降）。與天鯊一樣，鷦鷯460的螺旋槳後面也配備了一組鴨翼，利用螺旋槳的氣流，即使飛機靜止時也允許機頭向上傾斜。透過添加下垂的前緣翻邊，機翼的失速角也從16度改為20度，這項修改後來被納入標準版的182 中。
鷦鷯460由塞斯納182A改裝而成，並於1963年1月首飛。1964年6月30日，獲得美國聯邦航空總署認證。
鷦鷯460的短距起降功能獲得飛行員們的正面評價，雖然同時這也為降落帶來一定程度的難度。同時，由於其成本為賽斯納182的兩倍之多，因而銷量慘淡，最終膠遼誒機公司於1969年破產。
破產後，鷦鷯460的生產權利由Galen Means收購，而後於1977年再次出售給Todd Peterson。與原版不同的是，鷦鷯460P不能選擇可逆螺旋槳，因為Peterson認為不符合效益。到1986年，一台鷦鷯4600P的成本比新款的182低了近2萬美元。

## 型號
Wren 460
由鷦鷯飛行公司生產的原始版本，共約200架由賽斯納180/182改裝而成
Wren 460 Beta
Wren 460配備可選的可逆螺旋槳
Wren 460G
由182G機身改裝而成的版本
Wren 460H
由182H機身改裝而成的版本，1965年6月獲得認證
Wren 460P
由Advanced Lift Systems（後來的Peterson's Performance Plus）改裝的版本，採用二手182H到182M機身改裝而成，沒有可逆螺旋槳
Wren 460QB
"Quiet Bird"460B的軍事版本，與YO-3安靜之星觀察機進行競爭。編號推測為ZO-4A。美國空軍在O-4計畫取消前，已預定28架
Peterson 260SE
使庫存機翼和大陸IO-470-F發動機的版本，共超過500架
Peterson 230SE
改裝鴨翼的簡化版本
Super Skylane
非短距起降版本的460
Bushmaster
260SE的叢林飛行版本，配備強化起落架和大輪胎
Katmai
加長機翼的Peterson 260 SE
King Katmai
使用大陸IO-550發動機的Katmai
Kenai
採用庫存機翼的King Katmai

### 書目
- Taylor, John W. R. Jane's All The World's Aircraft 1988-89. Coulsdon, UK:Jane's Defence Data, 1988. ISBN 0-7106-0867-5.
- Brown, K.; "Takeoff at 30: Cockpit test of new toothwing plane", Popular mechanics, September 1963, Pages 94–97,203-206. （页面存档备份，存于） (retrieved 6 October 2014).

## 外部連結
- Manufacturer's website （页面存档备份，存于）
- Photo galleries Peterson 230/260SEs and Wren 460s
- Wren 460 picture Spoilers, full-wing double-slotted flaps and canard clearly visible.
- Wren 460
- FlightGlobal.com